# Wedekind (Band)
Wedekind ist eine österreichische Band aus Wien.
Im Jahr 2007 war die Band für den FM4 Award, der im Rahmen der Amadeus Austrian Music Award verliehen wird, nominiert.

## Diskografie
Alben
- 2003: The End of My Heartbeat (Defiance Records)
- 2006: Opiates (Acute Music / Edel Musik)